# Ornipholidotos
Ornipholidotos är ett släkte av fjärilar. Ornipholidotos ingår i familjen juvelvingar.

## Bildgalleri

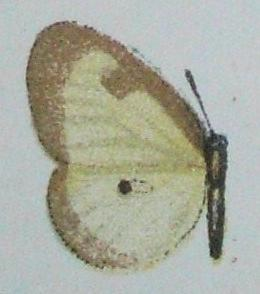
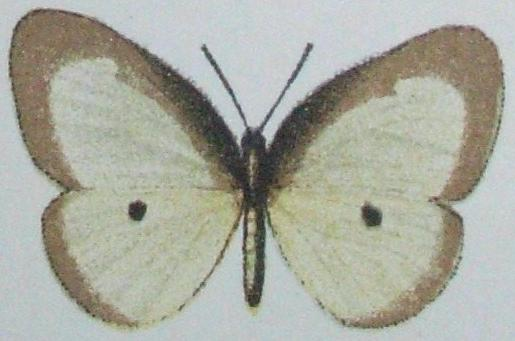
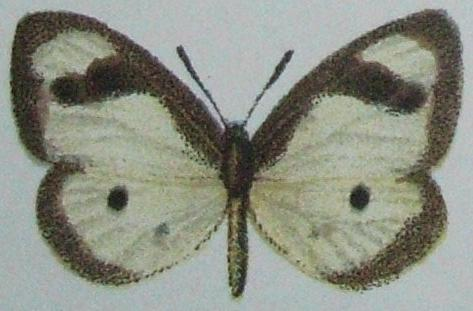
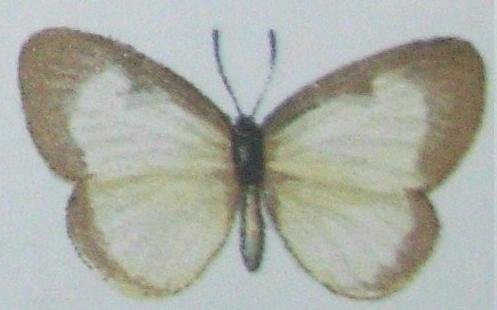
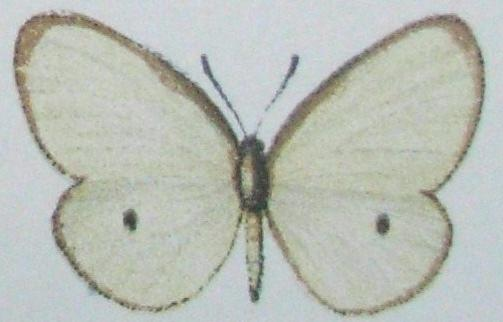

## Dottertaxa tillOrnipholidotos, i alfabetisk ordning[1]
- Ornipholidotos aurivilliusi
- Ornipholidotos bakotae
- Ornipholidotos bitjeensis
- Ornipholidotos camerunensis
- Ornipholidotos chyuluensis
- Ornipholidotos congoensis
- Ornipholidotos emarginata
- Ornipholidotos etoumbi
- Ornipholidotos fumosa
- Ornipholidotos gabonensis
- Ornipholidotos issia
- Ornipholidotos jacksoni
- Ornipholidotos katangae
- Ornipholidotos kelle
- Ornipholidotos kirbyi
- Ornipholidotos larseni
- Ornipholidotos latimargo
- Ornipholidotos likouala
- Ornipholidotos muhata
- Ornipholidotos nigeriae
- Ornipholidotos ntebi
- Ornipholidotos onitshae
- Ornipholidotos orientalis
- Ornipholidotos overlaeti
- Ornipholidotos paradoxa
- Ornipholidotos penningtoni
- Ornipholidotos perfragilis
- Ornipholidotos peuceda
- Ornipholidotos peucetia
- Ornipholidotos sylpha
- Ornipholidotos sylphida
- Ornipholidotos teroensis
- Ornipholidotos tiassale
- Ornipholidotos tirza
- Ornipholidotos ugandae